# Mamadapur, Gokak
Mamadapur là một làng thuộc tehsil Gokak, huyện Belgaum, bang Karnataka, Ấn Độ.